# Toby Scheckter
Toby Scheckter (* 25. August 1978 in Monte Carlo) ist ein südafrikanischer Rennfahrer.
Er ist ein Sohn des Formel-1-Weltmeisters von 1979 Jody Scheckter und Bruder des IndyCar-Serie-Fahrers Tomas Scheckter. 

## Karriere
Scheckter begann 1992 im südafrikanischen Kartsport. Dem folgten ab 1995 3 Jahre in verschiedenen nationalen Nachwuchsformelserien wie der Südafrikanischen Formel Vee, der Südafrikanischen Formel Ford und der südafrikanischen Formel Vauxhall Junior. Die letzte Station führte ihn 1998 in die Formula Opel Euroseries. 1999 bestritt er eine Saison in der britischen Formel-3-Serie, die er als Saison-20.ter abschloss. 2001 und 2002 bestritt er Läufe zur deutschen V8-Star-Serie, wo er im Schweizer PoleVision-Team eine Jaguar-Silhouette pilotierte. Dort gelang ihm als bestes Karriereergebnis beim Lauf am Salzburgring ein Podiumsplatz als Lauf-Zweiter. 
Als letztes Motorsportengagement wurden 2009 Teilnahmen an der südafrikanischen Shelby Can-Am Championship für ihn registriert.

## Sonstiges
Aktuell ist Scheckter Geschäftsführer der Scheckter's Organic Beverages Ltd. die unter anderem Energy-Drinks produziert.